# Регенгуш-де-Монсараш
Реге́нгуш-де-Монсара́ш (порт. Reguengos de Monsaraz; МФА: [ʁɨ.ˈgẽ.guʒ dɨ mõ.sɐ.ˈɾaʃ], Риге́нгуж-ди-Монсара́ш) — муніципалітет і місто в Португалії, в окрузі Евора. Розташований у південно-східній частині країни, на теренах історичної португальської провінції Алентежу. Належить до Еворської діоцезії Католицької церкви в Португалії. Права міського самоврядування має з 1276 року. Поділяється на 4 парафії. За адміністративним поділом, чинним до 1976 року, був складовою провінції Верхнє Алентежу. Площа муніципалітету — 464,00 км², населення муніципалітету — 10828 ос. (2011); густота населення — 23,34 осіб/км²
. Патрон — святий Антоній. Святковий день муніципалітету — 13 червня. Поштовий індекс — 7200.  Код місцевої адміністративної одиниці — 0711. Складова статистичного регіону Алентежу.

## Географія
Регенгуш-де-Монсараш розташований на південному сході Португалії, на південному сході округу Евора.
Регенгуш-де-Монсараш межує на півночі з муніципалітетом Аландруал, на сході — з муніципалітетом Моран, на південному сході — з муніципалітетом Мора (Евора), на південному заході — з муніципалітетом Портел, на заході — з муніципалітетом Евора, на північному заході — з муніципалітетом Редонду.

## Історія
1276 року португальський король Афонсу III надав Регенгушу форал, яким визнав за поселенням статус містечка та муніципальні самоврядні права.

## Населення
| Кількість мешканців | Кількість мешканців | Кількість мешканців | Кількість мешканців | Кількість мешканців | Кількість мешканців | Кількість мешканців | Кількість мешканців | Кількість мешканців | Кількість мешканців | Кількість мешканців | Кількість мешканців | Кількість мешканців | Кількість мешканців | Кількість мешканців |
| ------------------- | ------------------- | ------------------- | ------------------- | ------------------- | ------------------- | ------------------- | ------------------- | ------------------- | ------------------- | ------------------- | ------------------- | ------------------- | ------------------- | ------------------- |
| 1864                | 1878                | 1890                | 1900                | 1911                | 1920                | 1930                | 1940                | 1950                | 1960                | 1970                | 1981                | 1991                | 2001                | 2011                |
| 7 905               | 8 916               | 9 763               | 10 240              | 11 316              | 11 614              | 13 330              | 15 389              | 15 051              | 15 090              | 11 727              | 11 642              | 11 401              | 11 382              | 10 828              |